# Nunungan
Nunungan es un municipio filipino de tercera categoría, situado al norte de la isla de Mindanao. Forma parte de  la provincia de Lánao del Norte situada en la Región Administrativa de Mindanao del Norte en cebuano Amihanang Mindanaw, también denominada Región X. 
Para las elecciones está encuadrado en el Segundo Distrito Electoral.

## Barrios
El municipio  de Nunungan se divide, a los efectos administrativos, en 25 barangayes o barrios, conforme a la siguiente relación:
| - Abaga - Bangco - Canibongan - Karcum - Dimayon | - Inayawan - Kaludan - Katubuan - Cabasaran (Laya) - Liangan | - Lupitan - Mangan - Malaig - Masibay - Población | - Notongan - Petadun - Panganapan - Pantar - Paridi | - Rarab - Raraban - Rebucon - Songgod - Taraka |  |

## Historia

### Influencia española

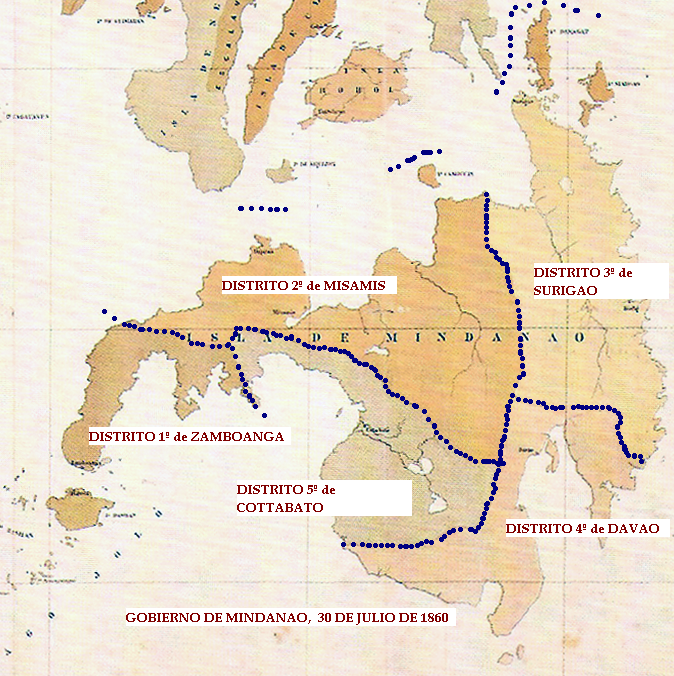
Gobierno de Mindanao: Los 5 Distritos creados por Real Decreto de 30 de julio de 1860.

El Distrito 7º de Lanao creado a finales del siglo XIX, concretamente el 8 de octubre de 1895, formaba parte del Imperio español en Asia y Oceanía (1520-1898).
Su territorio, segregado de los distritos 5º de Cottabato y 2º de Misamis, no fue  dominado completamente por las armas españolas.

### Ocupación estadounidense
En 1903 fue creada la provincia del Moro, siendo Lánao uno de sus distritos. La provincia de Lánao fue creada en 1914 formando parte del Departamento de Mindanao y Joló (1914-1920)  (Department of Mindanao and Sulu) .

### Independencia
El 22 de mayo de 1959 la provincia de Lánao fue dividida en dos provincias, una que se conoce como Lánao del Norte y la otra como Lánao del Sur.
Nunungan es uno de los cinco distritos municipales de Lánao del Norte.